# Le Noyer-en-Ouche
Le Noyer-en-Ouche é uma comuna francesa na região administrativa da Normandia, no departamento de Eure. Estende-se por uma área de 11,06 km². Em 2010 a comuna tinha 230 habitantes (densidade: 20,8 hab./km²).